# Pacte d'Ulysse
 (novembre 2017).

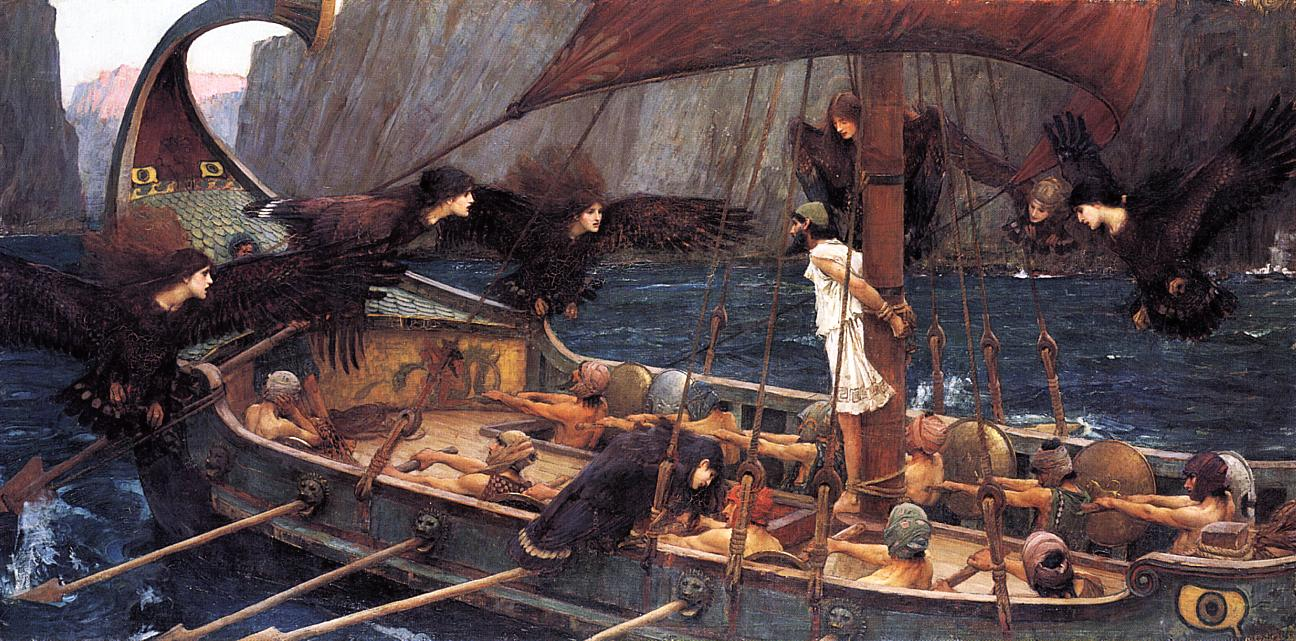
Ulysse et les sirènes, tableau de John William Waterhouse.

Un pacte d'Ulysse ou un contrat d'Ulysse se réfère à une décision prise librement qui a pour objet et pour but de lier quelqu'un à cette décision dans le futur. Le terme est utilisé en médecine, particulièrement en référence aux directives préalables (aussi connues sous le nom de testament biologique), lorsqu'il y a un désaccord sur le fait qu'une décision prise par une personne dans un état de santé particulier devrait être considérée ou non comme un accord contraignant alors que cette personne est dans un état de santé différent, voire pire, que d'habitude.
Le psychologue Steven Pinker mentionne également les déductions automatiques sur le salaire pour les fonds de retraite comme un exemple de ce concept.

## Les origines du nom
Ce nom vient du pacte qu'a fait Ulysse (nom grec Ὀδυσσεύς / Odysséus) avec ses hommes lorsqu'ils approchaient des sirènes. Ulysse voulait entendre le chant des sirènes alors qu'il savait qu'en faisant cela il serait incapable d'avoir des pensées rationnelles. Il mit de la cire dans les oreilles de ses hommes pour qu'ils ne puissent pas entendre, et leur demanda de l'attacher au mat afin de l'empêcher de plonger dans la mer. Il leur a ensuite ordonné de ne changer de cap en aucune circonstance, et de garder leurs épées braquées sur lui et de l'attaquer s'il arrivait à se défaire de ses liens.
En entendant le chant des sirènes, Ulysse a été attiré par ce chant, ce qui l'a rendu fou, et a lutté de toutes ses forces pour se libérer de ses liens et rejoindre les sirènes, ce qui l'aurait entrainé vers sa mort.

## Le contexte psychiatrique
Les directives préalables psychiatriques sont parfois appelées pacte d'Ulysse ou contrat d'Ulysse, lorsqu'il y a un accord juridique destiné à remplacer la présente demande d'un patient compétent en faveur d'une demande faite par le même patient mais dans le passé. Un exemple de l'utilisation d'un contrat d'Ulysse est quand des gens atteints de schizophrénie arrêtent de prendre leurs médicaments lors de moments de rémission perçue.